# Liaoxiornis
Liaoxiornis is een geslacht van uitgestorven enantiornithe vogels uit het Vroeg-Krijt (meer bepaald 122 miljoen jaar geleden) van het huidige China.
In 1998 of eerder kochten illegale fossielenhandelaren de plaat en tegenplaat op van een vogelfossiel. Die verkochten ze apart zodat ze uiteindelijk bij verschillende musea terechtkwamen. In februari 1999 benoemden Hou Lianhai en Chen Peiji specimen NIGP 130723 als de soort Liaoxiornis delicatus. De geslachtsnaam verbindt Liaoxi, een oude naam voor het westelijk gedeelte van de provincie Liaoning, met ὄρνις, ornis, Oudgrieks voor 'vogel'. De soortaanduiding betekent 'teergebouwd' in het Latijn. In maart van hetzelfde jaar benoemden Ji Qiang en Ji Shuan de andere plaat, specimen GMV-2156, als de soort Lingyuanornis parvus. De geslachtsnaam verwijst naar de vermoedde vindplaats, Lingyuan. De soortaanduiding betekent 'klein' in het Latijn. Beide teams hadden er geen idee van dat ze dezelfde vogel beschreven.
Begin 2001 viel het student Jeremy D. Harris op dat beide fossielen hetzelfde dier lieten zien maar dan in spiegelbeeld. Hij meldde dit aan Michael Mortimer die het on-line wereldkundig maakte. Dat riep de vraag op welke naam prioriteit had. Die bleek niet zo eenvoudig te beantwoorden want het oorspronkelijke artikel was zowel in het Chinees als het Engels gepubliceerd, waarbij de Engelse versie in mei was verschenen. Dit suggereerde dat Lingyuanornis de geldige naam was maar Benjamin Creisler ontdekte dat de Chinese versie al in februari was verschenen.
Bij deze gelegenheid kwam Mortimer al tot de conclusie dat het een jong dier betrof. Hou en Chen, die dachten dat het om een volgroeid exemplaar ging, hadden gemeend de kleinste bekende vogel uit het Mesozoïcum ontdekt te hebben. In 2002 bevestigde Luis María Chiappe in een wetenschappelijke publicatie dat het om een juveniel exemplaar ging. In 2007 stelde Chiappe dat aangezien het holotype kennelijk een pas uitgekomen exemplaar was, er geen volwassen exemplaren aan konden worden toegewezen. Dat maakt het taxon tot een nomen dubium. Luis Chiappe et alii gingen nog wat verder. Ze beschouwden de naam als een nomen vanum (een 'ijdele naam') of zelfs een nomen nudum, en stelden voor om de naam niet meer te gebruiken. Ze zetten de naam tussen aanhalingstekens alsof het geen geldige naam was in nomenclatureel opzicht. Dat is echter onjuist: de naam is volgens de regels van het ICZN correct benoemd.
Het fossiel stamt vermoedelijk uit de Dawangzhangzilagen van de Yixianformatie die stammen uit het Aptien. Andere fossielen van jonge vogels uit de formatie worden wel als Liaoxiornis gelabeld. In feite weet niemand bij welke volwassen vorm of vormen ze horen.
Zulke fossielen bewijzen in ieder geval dat de Enantiornithes niet als moderne vogels binnen enkele weken hun volwassen grootte bereikten. Ze groeiden kennelijk langzamer, in het tempo van zoogdieren, en waren al in staat jong te vliegen. Het holotype heeft een lengte van slechts acht centimeter. Een typisch juveniel kenmerk is dat de kop relatief groot is met een lengte van twee centimeter. Ook de ogen zijn groot en de snavel is kort. Het is de vraag of niet toch onderscheidende kenmerken waarneembaar zijn. Zo is het retroarticulair uitsteeksel van de onderkaak, dat achteraan als hefboom diende om de kaak te openen, erg groot. Het kan echter niet uitgesloten worden dat ook dit een ontogenetisch kenmerk is, samenhangend met de prille leeftijd. Verder is de snuit erg spits en lijken er zeven tanden te zijn in zowel de bovenkaak als het dentarium van de onderkaak.
Een opmerkelijk gegeven is dat beide teams de wervelkolom geheel anders indeelden. Hou en Chen hielden het erop dat er minstens tien halswervels waren, acht sacrale wervels en vier vrije staartwervels vóór het pygostyle. Het aantal ruggenwervels konden ze op hun plaat niet goed bepalen. Ji & Ji telden echter negen halswervels, elf ruggenwervels, zeven sacrale wervels en zeven vrije staartwervels. Mortimer, die beide publicaties kon vergelijken, kwam op elf halswervels, tien ruggenwervels, acht sacrale wervels en zes vrije staartwervels.
Hou & Chen plaatsen Liaoxiornis in de Sauriurae, wat toen al een verouderd begrip was. Ji & Ji namen al een plaatsing in de Enantiornithes aan die ook tegenwoordig nog als plausibel wordt gezien.